# Phare de Sisters Islets
Le phare de Sisters Islets est un phare situé sur un îlot au milieu du détroit de Géorgie sur la côte ouest de l'île de Vancouver, dans le District régional de Nanaimo (Province de la Colombie-Britannique), au Canada.
Ce phare est géré par la Garde côtière canadienne .

## Histoire
Le premier phare avait une lanterne placée sur la maison d'un gardien de 2 étages. Placé(localisé) dans une petite île au milieu du Détroit environ 15 km (10 mi) au nord de Plage de Qualicum.

## Description
Le phare actuel, datant de 1967, est une tour cylindrique blanche, avec une galerie et lanterne rouge, approxivement de 18 m de haut. Il émet, à une hauteur focale de 21 m, deux éclats blanc toutes les 15 secondes. Sa portée nominale est de 16 milles nautiques (environ 29 km).
Le phare est automatisé depuis 1996 et la maison des gardiens n'est plus habitée. Il se trouve à 15 km au nord de Qualicum Beach.
Identifiant : ARLHS : CAN-462 - Amirauté : G-5529 - NGA : 12852 - CCG : 0493 .

### Lien connexe
- Liste des phares de la Colombie-Britannique